# تشيري هوبر
تشيري هوبر (بالإنجليزية: Cheri Huber)‏ هي قائدة دينية ومُدرسة أمريكية، ولدت في 1944.